# Struve 1341
Struve 1341 es una estrella binaria situada aproximadamente a 190 años luz del sistema solar en la constelación de la Osa Mayor. Ambas estrellas orbitan alrededor de un centro de gravedad común a una distancia media aproximada de unas 1200 UA. Para referirse a las estrellas individuales se suelen usar las denominaciones del Catálogo Henry Draper:
- HD 80607 (Struve 1341 A)
- HD 80606 (Struve 1341 B)

- Datos: Q10917735
- Multimedia: HD 80606/7 / Q10917735